# Берёзовская ГРЭС (Беларусь)
Берёзовская ГРЭС (бел. Бярозаўская ДРЭС); редко Белоозёрская ГРЭС — тепловая электростанция, расположенная в городе Белоозёрске Берёзовского района Брестской области Республики Беларусь, одна из крупнейших электростанций страны.

## История
Строительство ГРЭС началось в 1958 году. Первый энергоблок был введён в эксплуатацию в 1961 году, шестой — в 1967 году. Некоторое время станция носила название «Берёзовская ГРЭС имени 50-летия БССР». На станции были установлены котлы Подольского машиностроительного завода и турбины Харьковского турбинного завода. Станция была запроектирована на торфе, но в 1961—1964 годах топливом для неё служил природный газ из Дашавского месторождения, в 1964 году станцию перевели на использование каменного угля, в 1971 году — на мазут. В 1970-е годы, до завершения строительства Лукомльской ГРЭС, электростанция обеспечивала до 40% выработки электроэнергии в БССР, часть электроэнергии экспортировалась в Польшу и ГДР. В начале 2000-х годов энергоблоки № 3 и № 4 были реконструированы.

## Современное состояние
По состоянию на 2018 год установленная электрическая мощность станции — 1095 МВт (в 1970 году — 920 МВт). Действуют четыре энергоблока:
- ПГУ № 3 (215 МВт);
- ПГУ № 4 (215 МВт);
- ПГУ № 5 (238 МВт);
- ПГУ № 7 (427 МВт)[1].

В работе станции задействовано озеро Белое — оно является источником технического водоснабжения и водоёмом-охладителем циркуляционной воды (на станции применена оборотная система технического водоснабжения, не предусматривающая строительства градирен). Ежедневно станция потребляет около 3,5 млн м³ природного газа. Резервное топливо для ГРЭС — мазут. В 2016 году на станции работало 802 сотрудника.
В связи с готовящимся запуском Белорусской АЭС запланирован вывод из эксплуатации всех энергоблоков, кроме реконструированного в 2014 году № 5 и построенного в 2013 году № 7.
С 2023 года на территории предприятия работает крупнейшая в Беларуси майнинг-ферма — десятки тысяч компьютеров; её развивает китайская компания; в 2024 году майнинг-ферма использовала 20 % всего энергопотребления Брестской области (105 мегаватт).